# Half-Truism
„Half-Truism“ je píseň americké rockové skupiny The Offspring. Píseň je úvodní písní alba Rise and Fall, Rage and Grace (2008), byla vydán jako čtvrtý a poslední singl 12. května 2009. Téhož dne se také objevila v rádiích.

## Premiéra
„Half-Truism“ byla poprvé představena ještě před vydáním alba na festivalu australském festivalu Soundwave, na kterém The Offspring v roce 2008 vystupovali jako hlavní hvězdy. Byla to druhá píseň z alba, která zazněla naživo (první je „Hammerhead“, která zazněla v roce 2007 na festivalu Summersonic).

## V populární kultuře
- „Half-Truism“ se objevuje jako ve videohře Guitar Hero On Tour: Modern Hits.[4]
- Píseň se objevuje také v reklamě na film Virgin Tour z roku 2009.

## Obsazení
- Dexter Holland – zpěv, doprovodná kytara
- Noodles – kytara, doprovodné vokály
- Greg K. – basová kytara, doprovodné vokály
- Josh Freese – bicí